# Risiocnemis asahinai
Risiocnemis asahinai – gatunek ważki z rodziny pióronogowatych (Platycnemididae). Endemit Filipin; występuje na Luzonie i Mindoro.